# Щикалев, Анатолий Михайлович
Анатолий Михайлович Щикалев (род. в 1949) — живописец, акварелист, член Союза художников России, заслуженный работник культуры Российской Федерации. Почётный гражданин города Калачинска.

## Биография
Анатолий Михайлович Щикалев родился в 1949 году в Горной Шории в городе Таштагол.
Получил образование в Омском педагогическом институте. Его учителем был Георгий Катилло-Ратмиров.
В 1976 году стал выпускником художественно-графического факультета ОГПИ имени Горького. Затем стал преподавать в Калачинской детской художественной школе. В 1985 году стал ее директором. Его художественные работы демонстрируются в областных, зональных и всероссийских выставках. С начала 1980-х годов стал рисовать в жанре натюрморта. В 1998 году Анатолий Щикалев стал стипендиатом Омской организации Союза художников Рф. Принимал участие в выставке-конкурсе «Художник-2007» в Омске и получил звание «Графика года». В 2008 году Анатолий Щикалев стал дипломантом Десятой юбилейной региональной выставки «Сибирь» (Новосибирск). В 2011 году он был признан «Художником года» за написание «Лучшего художественного произведения» в номинации «живопись». Состоит в Союзе художников России. Заслуженный работник культуры Российской Федерации.
17 июля 2014 года в Государственном областном художественном музее «Либеров-центр» состоялось открытие юбилейной персональной выставки Анатолия Михайловича Щикалева.Почётный гражданин города Калачинска. Ветеран труда.
Среди его учеников член Союза художников России Юрий Картавцев, член Союза дизайнеров Василий Гульченко, художница Елена Лобова, чьи работы выставлялись в Лувре.
Работы художника находятся в музеях Калининграда, Кургана, Омска. Также они в составе частных коллекций в Германии, США и Болгарии.